# La Vallée-Mulâtre
La Vallée-Mulâtre és un municipi francès situat al departament de l'Aisne i a la regió dels Alts de França. L'any 2007 tenia 141 habitants.

## Demografia

### Població
El 2007 la població de fet de La Vallée-Mulâtre era de 141 persones. Hi havia 56 famílies de les quals 12 eren unipersonals (4 homes vivint sols i 8 dones vivint soles), 24 parelles sense fills i 20 parelles amb fills.
La població ha evolucionat segons el següent gràfic:
Habitants censats

### Habitatges
El 2007 hi havia 71 habitatges, 58 eren l'habitatge principal de la família, 9 eren segones residències i 4 estaven desocupats. 70 eren cases i 1 era un apartament. Dels 58 habitatges principals, 54 estaven ocupats pels seus propietaris, 1 estava llogat i ocupat pels llogaters i 3 estaven cedits a títol gratuït; 1 tenia dues cambres, 12 en tenien tres, 22 en tenien quatre i 23 en tenien cinc o més. 44 habitatges disposaven pel capbaix d'una plaça de pàrquing. A 25 habitatges hi havia un automòbil i a 26 n'hi havia dos o més.

### Piràmide de població
La piràmide de població per edats i sexe el 2009 era:
| Homes | Edats   | Dones |
| ----- | ------- | ----- |
| 0     | 95 o +  | 0     |
| 0     | 90 a 94 | 4     |
| 4     | 85 a 89 | 0     |
| 0     | 80 a 84 | 0     |
| 8     | 75 a 79 | 12    |
| 0     | 70 a 74 | 4     |
| 0     | 65 a 69 | 0     |
| 8     | 60 a 64 | 4     |
| 0     | 55 a 59 | 4     |
| 4     | 50 a 54 | 8     |
| 12    | 45 a 49 | 0     |
| 4     | 40 a 44 | 0     |
| 4     | 35 a 39 | 4     |
| 4     | 30 a 34 | 4     |
| 4     | 25 a 29 | 4     |
| 4     | 20 a 24 | 0     |
| 0     | 15 a 19 | 12    |
| 4     | 10 a 14 | 8     |
| 4     | 5 a 9   | 0     |
| 4     | 0 a 4   | 4     |

## Economia
El 2007 la població en edat de treballar era de 88 persones, 57 eren actives i 31 eren inactives. De les 57 persones actives 45 estaven ocupades (29 homes i 16 dones) i 12 estaven aturades (5 homes i 7 dones). De les 31 persones inactives 9 estaven jubilades, 3 estaven estudiant i 19 estaven classificades com a «altres inactius».

### Ingressos
El 2009 a La Vallée-Mulâtre hi havia 62 unitats fiscals que integraven 155 persones, la mediana anual d'ingressos fiscals per persona era de 13.146 €.

### Activitats econòmiques
L'únic establiment que hi havia el 2007 era d'una empresa de construcció.
L'únic servei als particulars que hi havia el 2009 era un paleta.
L'any 2000 a La Vallée-Mulâtre hi havia 7 explotacions agrícoles que ocupaven un total de 376 hectàrees.

## Poblacions més properes
El següent diagrama mostra les poblacions més properes.